# منغولدي
مَنغُوَلدة أو منغُوَلدي أو (نقحرة: مانغوالدي) هي مدينة من مدن البرتغال. يبلغ عدد سكانها 19,880 نسمة وذلك حسب إحصائيات سنة 2011.

## توأمة
لمانغوالدي اتفاقيات توأمة مع كل من:
- لو بوي أون فيلاي
- هارتفورد

## أعلام
- ليو